# ステファン・ニストランド
ステファン・ニストランド（スウェーデン語: Stefan Nystrand、1981年10月20日 - ）は、スウェーデンの競泳選手。
ストックホルム県ハーニンゲ市生まれ。父のストゥーレ・ニストランドはスウェーデン人、母のスミリャナ・コケザはスプリト出身のクロアチア人である。短水路自由形のスペシャリストで、これまでに世界短水路選手権で5個のメダルを獲得、長水路でもブダペストで開かれた2006年世界選手権の100m自由形でイタリアのフィリッポ・マンニーニを押さえ、初のメダルを獲得した。翌年、メルボルンで開かれた世界選手権でも50m自由形で21秒97の国内新記録を記録し、銅メダルを獲得した。
パリで100m自由形長水路の「48秒の壁」を破ったとき、ニストランドは1日3000メートル以上は練習していないと明らかにした。これは競泳選手のなかでもかなり少ない部類に入る。また、1週間に20000メートル以上は決して泳がないという。彼はリカバリー中に腕を曲げない特殊なクロール泳法で知られる。
オリンピックにもシドニーとアテネの2度出場している。オリンピックでのベスト記録はアテネの50m自由形の4位で、銅メダルを獲得した南アフリカのローランド・スクーマンに0.06秒およばなかった。2007年のFINAワールドカップではベルリンで100mと50mの短水路自由形で世界記録を更新した。

## 自己ベスト
長水路（50m）
| 種目       | 記録  | 日にち        | 大会名           | 場所                 | 備考     |
| ---------- | ----- | ------------- | ---------------- | -------------------- | -------- |
| 50m自由形  | 21.45 | 2009年7月31日 | 世界選手権       | イタリア、ローマ     | NR（sf） |
| 100m自由形 | 47.37 | 2009年7月30日 | 世界選手権       | イタリア、ローマ     | NR       |
| 50m背泳ぎ  | 28.66 | 2004年5月13日 | ヨーロッパ選手権 | スペイン、マドリード | （sf）   |

短水路（25m）
| 種目             | 記録  | 日にち         | 大会名                   | 場所                         | 備考  |
| ---------------- | ----- | -------------- | ------------------------ | ---------------------------- | ----- |
| 50m自由形        | 20.70 | 2009年11月15日 | ワールドカップ           | ドイツ、ベルリン             | NR    |
| 100m自由形       | 45.54 | 2009年11月10日 | ワールドカップ           | スウェーデン、ストックホルム | NR    |
| 50m背泳ぎ        | 26.70 | 2009年11月28日 | スウェーデン短水路選手権 | スウェーデン、ヨーテボリ     |       |
| 50mバタフライ    | 23.75 | 2008年10月25日 | ワールドカップ           | オーストラリア、シドニー     | （h） |
| 100m個人メドレー | 53.97 | 2006年4月9日   | 世界短水路選手権         | 中国、上海                   | NR    |

NR - スウェーデン記録、sf - 準決勝、h - 予選

## 所属クラブ
- セーデルテルンSS（ - 2006年）
- SKネプトゥーン（2006年 - ）